# Mitchell Piqué
Pour les articles homonymes, voir Piqué.
Mitchell Piqué est un footballeur néerlandais, né le 20 novembre 1979 à Amsterdam aux Pays-Bas. Il évolue comme arrière gauche. Mitchell Piqué est originaire du Suriname, ancienne colonie du Pays-Bas.

## Palmarès
Ajax Amsterdam
- Eredivisie
  - Champion (1) : 2002